# Edna O'Brien
Edna O'Brien (Tuamgraney, Condado de Clare, Irlanda, 15 de diciembre de 1930 - Londres, 27 de julio de 2024) fue una escritora y guionista de cine irlandesa residente en Londres. En su obra destaca la trilogía Las chicas del Campo, La chica de ojos verdes y Chicas felizmente casadas publicada en inglés en los años 60 y traducida al castellano en 2013, 2014 y 2015 en las que narra la historia de Irlanda a través de la vida de sus dos protagonistas, que se enfrentan a una sociedad rural y conservadora marcada por el nacionalcatolicismo en el que las mujeres tienen poco margen para la libertad.

## Biografía
Es la menor de cuatro hermanos. Nació en una pequeña localidad rural del oeste de Irlanda y creció en una atmósfera de nacionalcatolicismo irlandés de los años 40. Su entorno estaba marcado por un padre alcohólico y una madre integrista en la práctica religiosa que consideraba que la escritura era "un camino de perdición"
Huyó de este ambiente marchando a estudiar a Dublín donde se diplomó en Farmacia en 1950 y donde trabajó brevemente de boticaria hasta que conoció al escritor Ernest Gébler con quien se casó en 1954. La pareja se instaló en Londres y tuvo dos hijos. Se divorció una década después, en 1964.

### La trilogía de Kate y Baba
En 1960 publicó su primera novela, Las chicas del Campo. O'Brien trabajaba para una editorial londinense leyendo manuscritos y los propios editores que habían visto sus cualidades literarias en sus informes le pidieron que escribiera una novela. En ella narra la historia de Irlanda a través de dos chicas, Kate y Baba, que viven en un país atrasado y represivo especialmente en las zonas rurales, marcado por la censura y la presión de los católicos irlandeses. El libro está escrito en clave autobiográfica. Resultó un escándalo en su país y el párroco de su aldea quemó tres ejemplares en la plaza pública. Fue tildada de enemiga de Irlanda y escritora escandalosa. La novela le proporcionó fama mundial tanto por su calidad literaria como por reivindicar la independencia de las mujeres en un ambiente hostil. La novela se convirtió en la primera entrega de una trilogía completada en los años 80 con The lonely girl (1962) traducida al español como La chica de ojos verdes y Girls in their married bliss (1964), Chicas felizmente casadas (2015) en el que las dos protagonistas ya casadas y residiendo en Londres sobreviven al desengaño ante la vida marital que no colma sus aspiraciones de felicidad. Además del desengaño en el libro se encuentran también claves sobre la maternidad, la desigualdad de la mujer y la amistad entre las dos protagonistas.
Es autora de una obra dramática sobre Virginia Woolf (1980), dos importantes biografías: sobre James Joyce (1999) y sobre Lord Byron (2009).
También ha escrito varios guiones de cine para la adaptación de algunas de sus obras: Retorno al pasado (I Was Happy Here, 1966), Salvaje y peligrosa (1972) protagonizada por Elizabeth Taylor, Michael Caine, Susannah York Tres no caben en dos (2011).
Entre los admiradores de su obra encuentran afamados escritores como Philip Roth, la nobel Alice Munro, John Banville o Samuel Beckett.

### Posicionamientos

#### Conflicto de Irlanda del Norte
En 1994 cuando se anunciaba la paz en Irlanda del Norte escribió Ulster's Man of the Dark asegurando que Gerry Adams no quería ver el final de la violencia. Sin embargo también escribió la novela House of splendid isolation planteando que el enemigo no era solo el IRA sino que en la guerra tenían también un papel protagonista los grupos paramilitares protestantes además del ejército británico.

#### Iglesia católica
En sus diferentes novelas ha incorporado la crítica a la Iglesia católica, especialmente poderosa en Irlanda. En sus declaraciones ha sido crítica especialmente con la Santa Sede y considera que el problema está en su relación con el poder político y el adoctrinamiento más que con la religión.

## Premios
- 1962: Kingsley Amis Award por The Country Girls
- 1970: Yorkshire Post Book Award (Libro del año) por A Pagan Place
- 1990: Los Angeles Times Book Prize (Ficción) por Lantern Slides
- 1991: Premio Grinzane Cavour (Italia) por Girl with Green Eyes
- 1993: Writers' Guild Award (Mejor ficción) por Time and Tide
- 1995: European Prize for Literature (European Association for the Arts) por House of Splendid Isolation
- 2001: Irish PEN Award
- 2006: Ulysses Medal (University College Dublin)
- 2009: Bob Hughes Lifetime Achievement Award in Irish Literature
- 2010: Shortlisted for Irish Book of the Decade (Irish Book Awards) por In the Forest
- 2011: Frank O'Connor International Short Story Award, Saints and Sinners[10]
- 2012: Irish Book Awards (Irish Non-Fiction Book), Country Girl[11]
- 2018: Premio Nabokov[12]
- 2019: Premio David Cohen

## Obra

### Algunas publicaciones
- The Country Girls (1960) Tr. Las chicas del campo, Errata Naturae Madrid 2013
- Girl with Green Eyes (1962), primero publicado como The Lonely Girl  Tr. La chica de ojos verdes Errata Naturae. Madrid 2014 ISBN 9788415217657
- Girls in Their Married Bliss (1964) Tr Chicas felizmente casadas Errata Naturae. Madrid 2014 ISBN 978-84-15217-85-5
- August Is a Wicked Month (1965). Tr. Agosto es un mes diabólico, Grijalbo, 1972 ISBN 978-84-253-0048-6
- Casualties of Peace (1966)
- The Love Object (1968). Objeto de amor  Tr. Regina López Muñoz, Lumen, 2018, ISBN 978-8426405029
- A Pagan Place (1970) Tr. Un lugar pagano, Errata Naturae, Madrid, 2017.
- Zee & Co. (1971)
- Night (1972). Tr. Noche, Lumen, 1992 ISBN 978-84-264-4901-6
- A Scandalous Woman and Other Stories (1974)
- Mother Ireland (1976). Tr. Regina López Muñoz, Madre Irlanda, Lumen, 2021, ISBN 978-84-264-0843-3
- Johnny I Hardly Knew You (1977)
- Mrs Reinhardt and Other Stories (1978)
- Some Irish Loving (1979), traducciones
- Returning (1982), relatos
- A Fanatic Heart (1985), relatos
- The High Road (1988)
- On the Bone (1989), poesía
- Lantern Slides (1990), relatos
- Time and Tide (1992)
- House of Splendid Isolation (1994)
- Down by the River (1996)
- James Joyce (1999), biografía. Tr. Cruz Rodríguez, Editorial Cabaret Voltaire, 2025, ISBN 978-84-19047-52-6
- Wild Decembers (1999)
- In the Forest (2002)
- The Light of Evening (2006). Tr. La luz del atardecer, Espasa-Calpe, ISBN 978-84-670-2815-7
- Byron (2009). Tr. Byron enamorado, Espasa-Calpe, 2009, ISBN 978-84-670-3135-5
- Country girl, memoir (2012). Tr. Chica de campo, Errata naturae, 2018 ISBN 978-84-16544-59-2
- The Little Red Chairs (2015). Tr. Las sillitas rojas, Errata naturae, 2016 ISBN 978-84-16544-08-0
- Girl (2019). Tr. La chica, Ana Mata Buil, Lumen, 2019.

### Teatro
- A Pagan Place
- 1980: Virginia. A Play
- Family Butchers
- Triptych
- 2009: Haunted

### Colecciones de poesía
- 1989: On the Bome, ISBN 0-906887-38-0

- 2009: "Watching Obama", poemas, The Daily Beast[13]

## Adaptaciones cinematográficas
La chica de ojos verdes es una película inglesa de 1964 dirigida por Desmond Davis y protagonizada por Peter Finch y Rita Tushingham.